# ソリス駅
ソリス駅はフィリピン国鉄北方本線の駅。ガバナーパスカル-FTI間のシャトルサービスで利用されている。多くのフィリピン国鉄の駅と同じく地上駅で現在の駅はマニラ首都圏トンドのソリス通りに面している
1997年に北方本線の運行が放棄されたのち北方本線は利用されていなかったが、2009年に北方本線の再生計画が持ち上がった際に駅舎が再建された。しかしこの計画は途中で中止となったため、その後実際の駅運用は行われずにいた。2010年代後半に入ると再度北方本線と南方本線の再建計画が立てられ、将来的な鉄道路線の回復に向けた事前の運用が行われ始め、この駅も利用されることになった。当初の再建計画から10年利用されていなかったため、駅は風化しゲート柵は破損しており、西側の柵はおそらく盗難によって失われてしまっており、再開するまで電気も流れていなかった。その後駅舎の修復を行い、2018年8月1日にカローカン-デラ・ロサ間で列車のシャトル利用が行われ始め、この駅も利用されている。

## 歴史
ソリス、C-3、アシスティオなどの駅は旧マニラ-ダグパン間、後のマニラ-サンフェルナンド間を繋いでいた北方本線の路線の上に存在する。
NLEX Segment 10.1の建設前、北方線運休中はレールスケーターやリクシャーがこの路線に沿って走り代替交通手段となっていた。これはカローカン車庫に行く唯一の手段であった。
今後、南北の国鉄路線を復旧する上で、当初はクラーク経済特別区やスービック経済特別区への輸送サービスを提供する活性化した北方本線として復元され、最終的に元の目的地に向かう鉄道として再生する案もある。
2022年現在、日本の円借款により、ソリス駅からマロロス駅に至る、マニラを縦貫する南北通勤鉄道（約38キロメートル）の整備が進められている。

## 駅配置
| 1階 ホーム | 側面ホーム         | 側面ホーム                          |
| 1階 ホーム | ホーム A           | 首都通勤線 FTI、トゥトゥバン行 (←)  |
| 1階 ホーム | ホーム B           | 首都通勤線 ガバナー・パスカル行 (→) |
| 1階 ホーム | 側面ホーム         |                                     |
| 1階        | コンコース/ 地上階 | 券売所、駅事務所、売店              |

## 註釈
1. ↑  “Punctuality Report for February 6, 2019” (英語). Scribd. 2020年3月8日閲覧。
2. ↑  “20 YEARS AFTER: DOTr sees 10,000 passengers taking PNR’s reopened Caloocan-Dela Rosa line” (英語). GMA News Online 2018年8月1日閲覧。
3. ↑  News, ABS-CBN. “After 20 years, PNR's Caloocan to Makati line to reopen” (英語). ABS-CBN News 2018年8月1日閲覧。
4. ↑  “日立、フィリピンの南北通勤鉄道のデジタルな鉄道システムを受注”.   日立製作所 (2022年11月27日). 2022年11月27日閲覧。